# HD 40307 g
HD 40307 g är en superjord exoplanet som kretsar runt stjärnan HD 40307 som är belägen 42 ljusår från Jorden i Målaren. Den upptäcktes 2012 av HARPS. Den tros vara sju gånger så massiv som Jorden, och 240 procent så stor som Jorden. Den tros befinna sig i beboeliga zonen av stjärnan, och kan ha flytande vatten på sin yta.